# La Dernière Balle à pile ou face
Pour plus de détails, voir Fiche technique et Distribution.
La Dernière Balle à pile ou face (Testa o croce) est un western spaghetti italien écrit et réalisé par Piero Pierotti, sorti en 1969. 

## Synopsis
Dans la petite ville de Plata City, une chanteuse, Shanda Lee, est accusée du meurtre d'un banquier véreux, Roland Burton. Alors que ses collègues du saloon se font lyncher par des membres d'une ligue de vertu féminine, dirigée par la veuve Sibylle Burton qui considère qu'elles sont responsables de la dépravation ambiante, le shérif a tout juste le temps de mettre Shanda à l'abri en dehors de Plata City. En fait, folle de rage contre Lee, Burton la croit responsable de la mort de son mari. En effet, deux de ses adjoints ont eu la mission de l'escorter rapidement à Phoenix. Mais, malheureusement, ces deux représentants de l'ordre ne tardent pas à la violer et la laissent pour morte au milieu du désert. Elle est finalement sauvée par un cavalier solitaire, un hors-la-loi qui, à l'aide d'une famille d'Indiens, la soigne et entreprend de la venger. Il s'appelle William Hunter et il veut lui rendre justice en se rendant à Plata City où il se fait passer pour un joueur professionnel, Bill Abilene... 

## Fiche technique
- Titre original italien : Testa o croce
- Titre français : La Dernière Balle à pile ou face ou Jusqu'à la dernière cartouche[1]
- Réalisation  et scénario : Piero Pierotti
- Montage : Jolanda Benvenuti
- Musique : Carlo Savina
- Photographie : Fausto Zuccoli
- Production : Vinod Pathak
- Société de production : Romana Film et Tirrenia Film
- Société de distribution : Romana Film
- Pays d'origine :  Italie
- Langue originale : italien
- Format : couleur
- Genre : western spaghetti
- Durée : 95 minutes
- Dates de sortie : 
  - Italie : 4 juin 1969
  - France : 29 mars 1972

## Distribution
- John Ericson  (VF : Marc Cassot) : Will Hunter
- Špela Rozin : Shanda Lee
- Franco Lantieri : Le shérif Serpente
- Daniela Surina : Sybille Burton
- Edwige Fenech : Manuela
- Pinuccio Ardia : Miserere
- Ugo Pagliai  (VF : Michel Gudin) : Roland Burton
- Isarco Ravaioli : Hold, adjoint du shérif
- Pasquale Basile  (VF : Jean Violette) : Bill
- Silvana Bacci : Mee-Noa
- Franco Daddi: Red adjoint du shérif
- Antonietta Fiorito
- Renato Navarrini : le docteur
- Dada Gallotti : Lilly
- Loris Gizzi  (VF : Albert Medina) : Bocca di Rosa (vf: Bouquet de roses)
- Maria Teresa Piaggio: Miss Pitts
- Gilberto Galimberti : Étranger admirateur de Shanda